# Blanca de Saboya
Blanca de Saboya (1337– Pavía, 31 de diciembre de 1387) fue Señora de Milán tras su matrimonio con Galeazzo II Visconti.

## Primeros años
Blanca fue la única hija sobreviviente de Aimón de Saboya y Yolanda Paleóloga de Montferrato, hija de Teodoro I de Montferrato (1291-1338) y la genovesa Argentina Hispanola. 
A la edad de seis años, perdió a su madre cuando ésta dio a luz el 24 de diciembre de 1342 a su hermano menor Luis, que moriría durante la infancia. Seis meses después, el 22 de junio de 1343, moriría su padre Aimón. 
En 1345 comenzó a negociarse su matrimonio con un hijo de Eduardo III de Inglaterra, a fin de fortalecer las relaciones entre Saboya e Inglaterra. 
Bianca fue criada en el castillo de los condes de Saboya, a orillas del lago Bourget. En 1345, su hermano menor Juan, falleció, lo que sólo dejó un heredero de Saboya, Amadeo VI, el "Conde Verde" de Saboya.

## Señora de Milán
En un intento de frenar las políticas expansionistas del tío de Bianca, Juan II de Montferrato, en octubre de 1349, Amadeo VI, conde de Saboya estableció un pacto con Juan Visconti de Milán. Como parte del acuerdo, se concertó el matrimonio entre Blanca y el sobrino de Juan, Galeazzo Visconti. 
El 28 de septiembre de 1350 en Rivoli, se celebró el enlace, siendo él dieciséis años mayor que ella. Sólo unas semanas después del matrimonio, en octubre de 1350, Galeazzo recibió órdenes de tomar Bolonia, pero su frágil salud le obligó a abandonar las operaciones.
Tras instalarse en Bolonia en 1351 nació su primer hijo, Gian Galeazzo Visconti. Después llegarían, María en 1352 (que murió a los diez años en abril de 1362) y Violante en 1354.
En 1360 Galeazzo fue nombrado vicario imperial por el emperador Carlos IV y Pavía cayó bajo el dominio de la familia Visconti.
Blanca acompañó a su marido a Pavía, donde este construyó el Castillo Visconti en el que ella acogería a ilustres intelectuales de la época como Francisco Petrarca fundador de la Biblioteca Visconti, que trajo los primeros ejemplares de la Divina comedia.
Cuando estalló la guerra entre Milán y su tío Juan II, Amadeo VI, hermano de Blanca, se alineó al lado de este último. Blanca trató de evitar el enfrentamiento entre ambos. El conflicto terminó con una dedicación de Juan II en las zonas ocupadas de Lombardía y Piamonte .

## Vida posterior
Cuando la salud de su marido empeoró, la pareja se trasladó a Cortenova, donde Galeazzo murió en 1378. Blanca fundó el monasterio franciscano de Santa Clara. y dedicó los últimos años de su vida a criar a su nieta, Valentina, a quien enseñó francés y alemán.
En 1385, junto con su hijo, conspiró contra Bernabé Visconti, que moriría murió medio año después en cautiverio. El hijo de Blanca, Gian Galeazzo, se convirtió en el gobernante único de Milán. En 1386 murió Violante, lo que la afectó mucho.
Blanca murió el 31 de diciembre de 1387. Fue enterrada en la iglesia de Santa Clara en Pavía.

## Descendencia
Blanca y Galeazzo tuvieron la siguiente progenie:
1. Gian Galeazzo (noviembre de 1351 – 3 de septiembre de 1402) que sucedió a su padre como señor de Milán. [9] Estuvo casado con Isabel de Francia y posteriormente con Catalina Visconti .
2. María (1352 – abril de 1362), prometida al futuro Otón III de Montferrato, con Asti como dote; sin embargo, murió antes de que se celebrara la boda.
3. Violante (1354 – noviembre de 1386), [10] que fue esposa de Leonel de Amberes, Duque de Clarence, posteriormente con Secondotto, marqués de Montferrat y en tercer lugar con Ludovico Visconti.